# Sykopetra
Sykopetra (griechisch Συκόπετρα) ist eine Gemeinde im Bezirk Limassol in der Republik Zypern. Bei der Volkszählung im Jahr 2021 hatte sie 105 Einwohner.

## Name
Für die Herkunft des Ortsnamens gibt es drei Versionen: Eine besagt, dass das Dorf seinen Namen von einer lokalen Legende erhielt. Die schöne Prinzessin Nausikaa reiste auf ihrem Pferd zum Palast von Tamasos. Ihr Pferd rutschte jedoch auf einem großen Felsen oberhalb des Dorfes aus, wodurch sie getötet wurde. Die Form des Fußabdrucks des Pferdes ist noch heute auf dem Felsen zu sehen. Das Dorf wurde in Erinnerung an die Königin „Nausikopetra“ genannt. Im Laufe der Zeit wurde es der Einfachheit halber in Sykopetra umbenannt.
Eine andere Version besagt, dass eine Königin ihren Ring unter dem Stein verlor, über den das Pferd stolperte, als sie von ihrem Pferd fiel. Die Königin sagte: „Hebe einen Stein, hebe einen Stein.“ (griechisch „Σήκω πέτρα, σήκω πέτρα“ Síko pétra, síko pétra) und von diesem Satz erhielt das Dorf seinen Namen.
Eine andere Version besagt, dass der Name des Dorfes von den Wörtern Feige und Stein stammt, weil es in der Gegend viele Feigenbäume und Felsen gibt.

## Lage und Umgebung

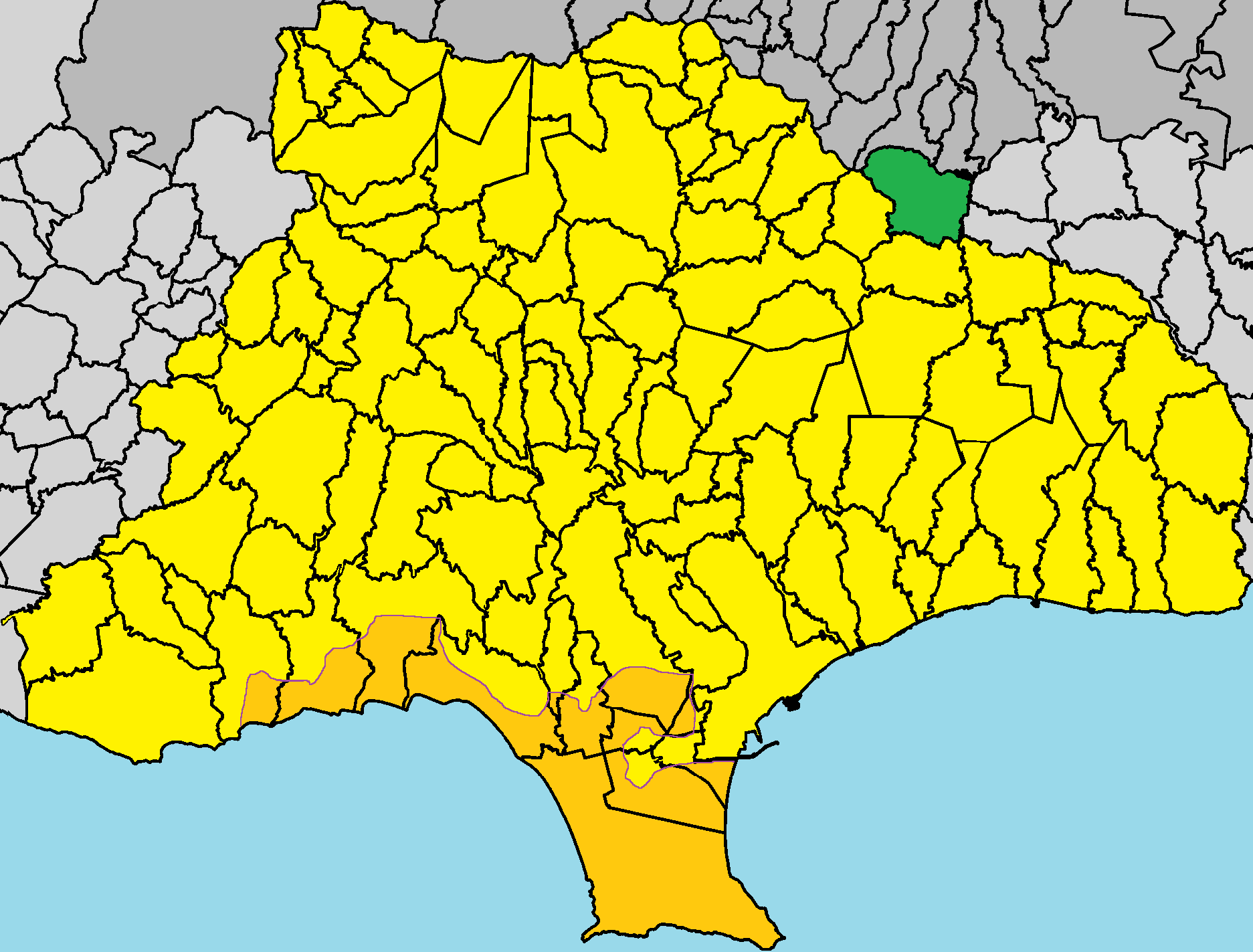
Lage im Bezirk Limassol

Sykopetra liegt in der geographischen Region Pitsilia der Mittelmeerinsel Zypern auf einer Höhe von etwa 760 Metern, etwa 23 Kilometer nordöstlich von Limassol. Das 14,0733 Quadratkilometer große Dorf grenzt im Süden an Arakapas, im Westen an Agios Konstantinos, im Norden an Palechori Orinis, im Nordwesten an Kambi und im Osten an Melini und Odou. Das Dorf Prophet Elias liegt im Süden der Verwaltungsgrenzen der Gemeinde.
Das Dorf ist von hohen Gipfeln umgeben. Die größten sind Papoutsa (1534 Meter), Stavropefkos (1233 Meter) und Kofini (1130 Meter). Das Hauptmerkmal der Berge in der Umgebung sind die riesigen Felsen. Dazu kommen Felstäler und Felshänge. Die tiefen Täler der Gemeinde sind von Ufervegetation wie Platanen, Erlen, Weiden, Oleander, Heckenkirschen und Alpenveilchen bedeckt. Aufgrund der großen Höhenunterschiede an den Hängen gibt es viele Arten von Bäumen, Sträuchern, Halbsträuchern und Gräsern Zyperns.
In der Umgebung gibt es einen Wald mit Sträuchern, den Schwarzwald. Es umfasst einen großen Teil des östlichen Bereichs des Papoutsas-Gebirges und besteht hauptsächlich aus Erlenblättrigen Eichen.
Das Dorf ist bekannt für die Produktion von Mandarinen und anderen Obstsorten.

## Geschichte
Nach archäologischen Funden in der Gegend existierte die Siedlung Sykopetra aus der Zeit der zypriotischen Königreiche (1050–725 v. Chr.). Tatsächlich wurde in der Nähe des Dorfes Kupfer abgebaut. Verschiedene Toponyme dokumentieren die Existenz des Dorfes von der byzantinischen Zeit bis zur osmanischen Herrschaft Zyperns. Zur Zeit der fränkischen Besetzung wurde das Dorf dem Templerorden zuerkannt, später, im 14. Jahrhundert, dem Johanniterorden.

### Bevölkerungsentwicklung
| Jahr      | 1881 | 1891 | 1901 | 1911 | 1921 | 1931 | 1946 | 1960 | 1976 | 1982 | 1992 | 2001 | 2011 | 2021 |
| Einwohner | 89   | 110  | 119  | 142  | 167  | 132  | 215  | 217  | 187  | 158  | 80   | 135  | 120  | 105  |